# Pintor C
Pintor C fue un pintor ático activo entre 575 y 560 a. C. Fue el ceramista en activo más antiguo e importante en la decoración de la serie de kílices conocida como las Copas de Siana. Se desconoce el verdadero nombre del Pintor C, uno de los pintores de vasos áticos de figuras negras más importantes de la época. El historiador de arte británico John Beazley le dio el nombre convenido de Pintor C (C = abreviatura de «corintizante»); el nombre deriva del estilo de su pintura, que estuvo fuertemente influenciado por la pintura de vasos corintios: los temas, las batallas de los hoplitas y los desfiles de los jóvenes caballeros), la exactitud de las incisiones y el uso del blanco y el púrpura. Sus copas, sin embargo, se distinguen por el contraste entre la arcilla naranja y marrón y la pintura negra brillante, característica típica ática. Tiene un estilo enérgico y una excelente capacidad narrativa. Típicos y recurrentes son los emblemas (episemata) grabados en los escudos de los hoplitas. La mayoría de las obras que se le han atribuido son copas de vino, pero algunas de sus mejores obras, aquellas en las que se destaca la monumentalidad ática de la que es heredero, se encuentran en otras formas: la píxide del Louvre con la primera representación del nacimiento de Atenea el saqueo de Troya, y sobre todo la tapa de lécane del Museo Arqueológico Nacional de Nápoles, donde se encuentra la primera representación de la muerte de Astianacte. El estilo del Pintor C es característico del temprano estilo ático de figuras negras, que todavía estaba fuertemente influenciado por el miniaturismo corintio y añadía colores (especialmente el blanco para los detalles), pero animado por figuras capturadas en movimiento. Según el estilo de pintura, se le han atribuido un total de 128 vasos, de los cuales hasta 117 son copas, decoradas principalmente con figuras de mayor tamaño que ocupan el cuerpo y el interior del vaso, de los cuales unos 25 tienen pintado solo el espacio entre las asas.

## Obras atribuidas

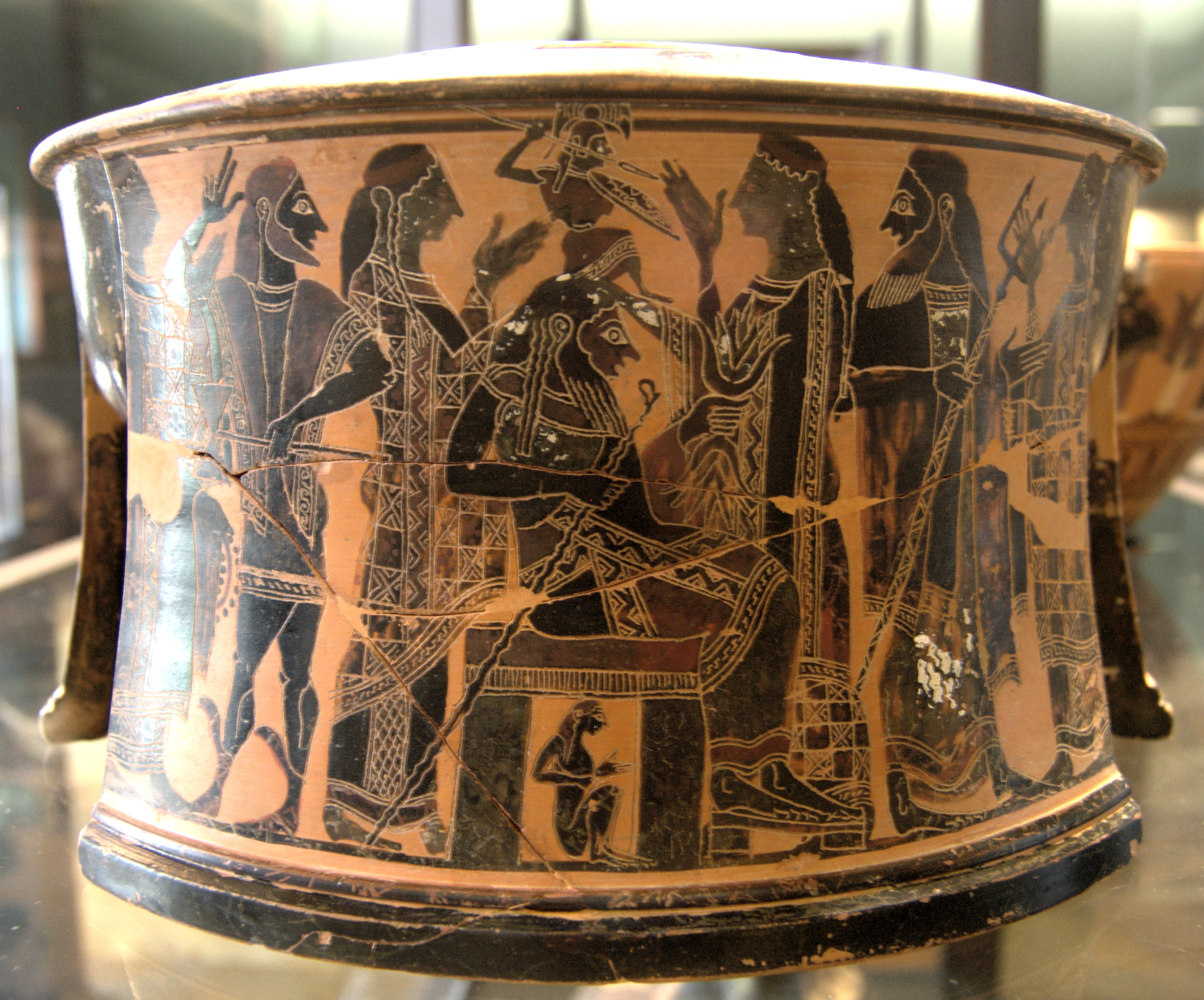
Exaleiptron con el nacimiento de Atenea, Louvre CA616.

- Píxide ateniense de figuras negras, 570-560 a. C. aprox., h 14 cm, d 24 cm. París, Louvre CA616.[7]

La forma de esta píxide se llama exaliptro, un contenedor para el baño de mujeres. En la parte superior del labio hay una escena de batalla como hay otras en las copas de Siana del pintor C, pero este friso en particular recuerda más de cerca las de los vasos protocorintios con su vivacidad. Las tres paredes verticales sobre las que se erige la píxide tienen imágenes más grandes que representan el nacimiento de Atenea del cráneo de Zeus, el Juicio de Paris y una procesión nupcial. El blanco de la piel femenina, como es habitual en este ceramógrafo, no está directamente sobre la arcilla, sino sobre un fondo negro o marrón y los detalles están incisos.
- Tapa fragmentaria de lécane ateniense de figuras negras, 580-570 a. C. aprox., h 10 cm, d 26 cm. Nápoles, Museo Arqueológico Nacional 132615.[8]

La tapa del lécane muestra por primera vez una escena que se hará frecuente más tarde, la muerte de Astianacte durante el saqueo de Troya. La decoración tiene lugar en tres bandas. Los dos interiores llevan bandas blancas y moradas alternadas y triángulos radiales; la banda figurativa está en el exterior y muestra a Príamo y Hécuba mendigando a Neoptólemo que sostiene a Astianacte con una mano, sosteniéndolo por una pierna. Entre la pareja de ancianos y Neoptólemo está representado el altar: un paralelepípedo decorado con un tablero de ajedrez grabado. Alrededor de esta escena principal corren a la izquierda soldados aqueos representados como grupos de hoplitas alternando con caballeros. El pintor C hace un hábil uso de las figuras superpuestas que se hacen comunes en este período; en la sucesión de las figuras hay una variación y repetición de los grupos para subrayar el avance impetuoso de las filas de hoplitas.
- Lécane, Atenas, Museo Arqueológico Nacional, Acrópolis Coll. 2112.[9]

El tema mejor conservado es la primera representación ática de la partida de Anfiarao y la más cercana a la de la crátera de Corinto de Berlín (Antikensammlung Berlin 1655). La segunda escena legible, la entrada de Heracles al Olimpo, es una de las representaciones más antiguas de este tema.
- Copa Ateniense de figuras negras, Universidad de Wurzburgo, Martin von Wagner Mus. 451.[10]

Esta copa, con una lucha entre hoplitas en una de las paredes exteriores, tiene una nueva forma caracterizada por las orejetas de "horquilla" y el labio acampanado. El pie es más alto y delgado que el encontrado en las copas de Siana y más similar al encontrado a mediados del siglo VI a. C. en las copas de los Pequeños maestros.

## Copas de Siana
- Kílix ateniense de figuras negras, h 14,2 cm, d 25,4 cm. Londres, Museo Británico B380.[11]

El tondo está decorado con un hoplita en posición de ataque. En uno de los lados exteriores hay un desfile de hoplitas y caballos. Al otro lado del kílix encontramos a Perseo, Atenea y Hermes en vuelo, las tres Gorgonas en persecución con Medusa decapitada y Pegaso saliendo de su cuello cortado; detrás de Medusa, debajo de la curva está Crisaor.
- Kílix ateniense de figuras negras, aprox. 575 a. C., h 13 cm, d 24,5 cm. Nueva York, Museo Metropolitano de Arte 01.8.6.[12]

En el tondo, rodeado por una gruesa banda ornamental, la Gorgona en vuelo está animada por el rojo utilizado para los lirios, la lengua saliente, el peplo y las rayas de las alas, mientras que la piel está pintada de blanco. En el exterior, el friso figurativo se superpone al labio: la escena representa la persecución de Troilo por Aquiles. Aquiles está representado cuando, saliendo de su escondite detrás de la fuente, se lanza en persecución de Troilo que huye a caballo con su hermana Políxena, que abandona la hidria que llevaba consigo para sacar agua. Toda la escena se representa con unos pocos elementos sintéticos que se convertirán en un esquema representativo para los ceramistas de períodos posteriores, con pocas variaciones. Los caballeros representados en el lado opuesto de la copa no tienen conexión con la escena principal y muestran, en contraste, su pertenencia a un sistema decorativo diferente al de la narrativa ateniense.
- Kílix ateniense de figuras negras, Heidelberg, Ruprecht-Karls-Universitat S1.[13]

El kílix de Heidelberg presenta la primera representación de una escena que aclama al ganador en un escenario atlético: el héroe con el trípode, premio a la victoria, se muestra entre los notables de su familia y de su pueblo, con un flautista a la cabeza de la procesión. La diosa alada del tondo interior podría ser una representación de una Nike. El creciente interés por los contextos deportivos es una de las características de la cerámica ática del segundo cuarto del siglo VI a. C.
- Kílix ateniense de figuras negras, h 14.7, d 26.8 cm. Berkeley (CA), Phoebe Apperson Hearst Mus. de Antropología 8.1.[14]

El mismo contexto atlético está implícito en el kílix de Berkeley: una procesión de hombres, los más viejos representados con barbas, mantos rojos y negros sobre quitones blancos, alternando con jóvenes sin barba que levantan la mano en señal de saludo a un personaje no representado. El tondo interior repite la representación de la diosa alada. Las hábiles incisiones son amplias y poco profundas. El rojo y el blanco se utilizan abundantemente y se extienden en capas de considerable grosor.
- Kílix ateniense fragmentario de figuras negras, 570-560 a. C., circa, h 12.9, d 23.8 cm. Atenas, Museo Arqueológico Nacional 532.[15]

Este kílix es de Corinto. En el interior del tondo hay una hoplita que corre desnudo: casco corintio rojo, cresta alta con plumas rojas y blancas; escudo rojo de perfil con decoraciones blancas en zigzag en el borde. Afuera hay un desfile de jóvenes caballeros tan frecuente en los kílices del pintor C; el otro lado presenta una escena de batalla con tres grupos de dos guerreros cada uno.